# Liste der Bodendenkmale in Grube (Holstein)
In der Liste der Bodendenkmale in Grube (Holstein) sind die Bodendenkmale der Gemeinde Grube (Holstein) nach dem Stand der Bodendenkmalliste des Archäologischen Landesamts Schleswig-Holstein von 2016 aufgelistet. Die Baudenkmale sind in der Liste der Kulturdenkmale in Grube (Holstein) aufgeführt.
| Denkmal-ID           | Befundart           | Bezeichnung                   | Zeitstellung                 | Lage | Bemerkungen | Bild |
| -------------------- | ------------------- | ----------------------------- | ---------------------------- | ---- | ----------- | ---- |
| aKD-ALSH-Nr. 002 058 | Grabmal > Grabhügel | Grabhügel „Eiskellerberg“     | Vor- und/oder Frühgeschichte |      |             |      |
| aKD-ALSH-Nr. 002 059 | Befestigung > Burg  | Burg/Motte/Ringwall/Turmhügel | Mittelalter                  |      |             |      |